# На підмостках сцени
«На підмостках сцени» — радянський художній фільм за водевілем Дмитра Ленського «Лев Гурич Синичкин» в постановці 1956 року Костянтина Юдіна з Василем Меркур'євим у головній ролі. 

## Сюжет
Російська імперія, середина XIX століття. Постарілий, драматичний актор-жебрак Лев Гурич Синичкин в пошуках роботи мандрує містами зі своєю юною дочкою Лізою. Вони мріють, що Ліза коли-небудь доб'ється успіху на сцені і стане відомою акторкою. Потрапивши в чергове провінційне місто, Лев Синичкин, побачивши на театральній афіші ім'я знайомої акторки — Раїси Мінічни Сурмілової, намагається з її допомогою прилаштувати дочку в театр. Але місцева примадонна з безглуздим характером пропонує для Лізи місце «фігурантки» — рядової акторки в масовці, а потім і зовсім відмовляє Синичкину, не допускаючи ніякого суперництва на сцені. Лев Гурич, не бажаючи відступати, йде на хитрість і обман, намагаючись замінити Сурмілову своєю Лізою на черговій виставі. Розлючена Сурмілова, що володіє великими зв'язками і високими покровителями, починає мститися…

## У ролях
- Василь Меркур'єв — Лев Гурич Синичкин, актор
- Лілія Юдіна — Ліза, його дочка
- Тетяна Карпова — Раїса Мінічна Сурмілова, акторка
- Микола Афанасьєв — князь Серж Ветринський
- Михайло Яншин — Федір Семенович Борзіков, драматург
- Юрій Любимов — граф Зефіров
- Сергій Блинников — Петро Петрович Пустославцев, власник театру
- Станіслав Чекан — Степан, кучер
- Олександр Сашин-Нікольський — суфлер
- Олена Савицька — акторка, в ролі королеви і баби
- Інна Федорова — торговиця яблуками
- Григорій Абрикосов — Козачинський, командир гусар
- Петро Рєпнін — Налімов, співробітник театру
- Юрій Яковлєв — Чахоткін, актор
- Володимир Трошин — Тимченко, гусар
- Микола Кутузов — шарманник
- Федір Селезньов — Дорофей, слуга
- Георгій Светлані — друг Льва Гурича, який дав притулок Синичкину
- Георгій Гумільовський — чоловік в трактирі
- Микола Сергєєв — вартовий на шлагбаумі
- Олександр Хвиля — актор-жрець
- Анна Шилова — молода акторка
- Тамара Яренко — акторка
- Зінаїда Сорочинська — епізод
- Віра Петрова — епізод

## Знімальний група
- Сценарій:  Михайло Вольпін, Микола Ердман
- Постановка:  Костянтин Юдін
- Режисер:  Володимир Герасимов
- Оператори:  Ігор Гелейн,  Валентин Захаров
- Художники:  Володимир Єгоров,  Георгій Турильов
- Композитор:  Василь Ширинський
- Звукооператор:  Віктор Зорін
- Звукооформлювач: А. Ванеціан
- Монтаж: А. Кульганек
- Редактор: Н. Орлов
- Постановка танців Олександра Румнєва
- Художники по костюмах: Є. Куманьков, Т. Каспарова
- Художник-гример: В. Фетісов
- Асистенти:

Режисера — О. Герц: Оператора — Є. Гімпельсон: Художника — А. Макаров
- Комбіновані зйомки:

Оператори:  Олександр Ренков, І. Феліцін: Художник — М. Звонарьов
- Директор картини — Г. Харламов
- Оркестр Головного управління по виробництву фільмів: Диригент —  Арнольд Ройтман